# Lattelecom
Lattelecom (tidligere Lattelekom) er en lettisk internet service udbyder og teleselskab.
Lattelecom gruppen leverer IT, telekommunikationer og outsourcet business proces løsninger, der leveres af alle gruppens selskaber. Lattelecom gruppen består af fem selskaber - Lattelecom, Lattelecom BPO, Citrus Solutions og Lattelecom Technology med Baltic Computer Academy som datterselskab. Lattelecom Gruppen er den ledende leverandør af elektroniske kommunikationstjenester i Letland, der tilbyder elektroniske kommunikationsløsninger til hjemmet, små og middelstore virksomheder, statslige og kommunale institutioner, samt til korporative kunder.
51 % af Lattelecom 51 % anparter ejes af Letlands regering, men de resterende 49 % - af det skandinaviske selskab TeliaSonera. Til gengæld ejer Lattelecom 23 % af lettisk mobiloperatørs Latvijas Mobilais Telefons anparter.

## Historie
Det lettiske statsejede telekommunikationsselskab Lattelecom (tidligere kaldet Lattelekom) blev registreret ved Virksomhedsregister den 9. januar 1992.
Næsten to år senere – den 22. december 1993, godkendte Republikken Letlands ministerkabinet kommissionens beslutning om at bekendtgøre det britiske og finske konsortium TILTS Communications som vinder af konkurrencen ”om modernisering af Letlands telekommunikationsnet” og selskabet blev en strategisk investor i Lattelekom. SIA Lattelekom blev grundlagt den 14. januar 1994 efter indgåelse af aftale med TILTS Communications. Som et resultat af privatiseringen blev 49 % af selskabets anparter købt af to udenlandske investorer - Cable and Wireless og Telecom Finland, der senere blev til en del af det svenske telekommunikationsselskab TeliaSonera.
Senere solgte Cable and Wireless sine anparter til TeliaSonera, hvilket resulterede i, at 51 % af selskabets anparter på nuværende tidspunkt er ejet af den lettiske regering, men 49 % af TeliaSonera. Frem til den 1. januar 2003 havde selskabet monopol på fastnettelefoni kommunikationstjenester og derved blev det den førende fastnettelefonioperatør.

## Lattelecom Gruppen
Lattelecom Gruppen består af fem selskaber: SIA Lattelecom, SIA Lattelecom BPO, SIA Citrus Solutions, SIA Lattelecom Technology og et datterselskab ejet af den sidstnævnte – SIA Baltijas Datoru Akadēmija. Lattelecom specialiserer sig i internettjenester, telefoni og tv-tjenester. Lattelecom BPO tilbyder kundeserviceløsninger, business proces outsourcing (BPO) og 1188 nummeroplysningstjenester. Lattelecom Technology leverer integrerede it-løsninger og service. Baltijas Datoru Akadēmija er et undervisnings og attesterings center, der leverer tjenester til fagfolk og brugere af informations- og kommunikationsteknologi (IKT), mens Citrus Solutions, som er etableret ved at separere det forhenværende Netværk Vedligeholdelses Division fra moderselskabet Lattelecom, tilbyder konstruktion af integrerede netværksinfrastrukturer og løsninger til sikkerhedssystemer.

## Lattelecom Internet
Lattelecom er den største internetudbyder i Letland. Lattelecom tilbyder flere internetforbindelses typer - bredbånd DSL, Fiberoptisk internet, samt trådløse løsninger - Wi-Fi (offentlig internet).

### Optisk kommunikation
Lattelecom begyndte at tilbyde fiberoptiske tjenester med op til 100 megabit per sekund til privatkunder i år 2009. I september 2009 opgraderede Lattelecom det optiske fibernets båndbredde til 500 megabit per sekund.
Zolitude var det første boligområde i Riga, hvor Lattelecom stillede fiberoptiske internettjenester til rådighed (i januar 2009), senere efterfulgt af Kengarags, Purvciems, Plavnieki, Ziepniekkalns og andre områder. Den første by, hvor fiberoptisk internet blev stillet til rådighed udenfor Riga, var Jelgava, men i løbet af 2009 stillede Lattelecom fiberoptisk internet til rådighed i andre byer, såsom Daugavpils, Salaspils osv.. Til at begynde med blev fibernetværks ekspansion startet i de nybyggede boligområder i Riga og andre af landets største byer, idet afkast på investeringer kun kan opnås, hvis den nyligt tilsluttede bygning har mindst 30 lejligheder.
Tjenesten leveres ved hjælp af GPON teknologi, der muliggør tilgængelighed af 100 megabit per sekund i båndbredden fra ethvert forbindelsespunkt (lejlighed). I midten af 2012 var Lattelecom`s optiske fibernetværk tilgængelig til 425.000 husstande i Letland – halvdelen af alle Letlands husstande. Sammenlagt dækker infrastrukturen mere end 45 byer og boligområder.

### Baltic Highway
En væsentlig data overførselsrute – Baltic Highway, blev åbent i år 2012. Den sikrer overførsel af data i den højeste kvalitet gennem Baltiske lande, Polen og Tyskland, med en udvidelse til den Russiske Føderation. Projektet til konstruktion af en forenet fiberoptisk infrastruktur blev gennemført af Lattelecom i samarbejde med Deutsche Telekom and MegaFon.
Baltic Highway vil sikre dataoverførselshastighed på n*10Gbps (den oprindelige systemkapacitet er 40x10Gbps) og det vil blive den geografisk korteste rute mellem Tyskland og Rusland. Baltic Highway infrastruktur vil blive en alternativ overførselsrute i stedet for den tidligere Nordic Route (Rusland-Sverige-Tyskland) og South Route (Rusland-Ukraine-Tyskland).

### Wi-Fi
Lattelecom sikrer mulighed for brug af et hurtigt og stabilt udendørsinternet ved at benytte det offentlige trådløse internet (Wi-Fi). På nuværende tidspunkt er der mere end 2.700 Wi-Fi adgangspunkter tilgængelige i Letland.

## Lattelecom TV
I 2011 blev Lattelecom til den største TV tjenesteudbyder i de baltiske lande, og nu er der 230.000 kunder, der abonnerer på selskabets tre betalings-tv tjenester - DTTV, interaktiv tv og Web-tv.
Siden den 1. marts 2011 er selskabet begyndt at tilbyde Web-TV på mobile enheder, for eksempel, smartphones og tavlecomputere, og derved blev det til den første tv-operatør i de baltiske lande, der tilbyder at se TV på fire typer skærme – ikke kun på de traditionelle tv-apparater, men også computere, tavlecomputere og mobiltelefoner.

### Interaktiv TV
Det er en ny generations TV, der muliggør interaktiviteten – lader kunderne selv vælge, hvad og hvornår de vil se. Lattelecom interaktive TV er en high-definition tv-tjeneste, der er forsynet med forskellige funktioner, såsom virtuel leje af en video, tidsforskydning, optagelse af programmer og film m.v. Det interaktive tv-signal sendes over en bredbåndsforbindelse, der giver adgang til både internettet og tv ved hjælp af en enkelt ledning (telefonlinje). Fra et kundesynspunkt betyder det, at der ikke er behov for at installere ekstra kabler eller sætte en parabolantenne op.

### Jordbaseret digital TV
I begyndelsen af året 2009, efter at have vundet i licitationstilbudskonkurrence ved Republikken Letlands Transportministerium, gennemførte Lattelecom, sammen med Letlands Statsradio og TV center (LVRTC), overgang fra analog til et digitalt tv transmissionssystem.
Lattelecoms jordbaserede TV muliggør fremsendelsen af tv signaler gennem luftrum og signalerne kan modtages ved hjælp af indendørs eller udendørs antenne. De eksisterende analog kunder, der ser TV ved hjælp af indendørs eller udendørs antenne, er nødt til at anskaffe en tv-dekoder for at fortsætte hermed. Som det er planlagt, vil det jordbaserede TV sandsynligvis give fri adgang til alle nationale kanaler i landet - LTV1, LTV7, LNT, TV3 og TV5.

### Web-TV
Web-tv har været tilgængelig siden 2010, da det blev gjort offentligt i en testversion. På nuværende tidspunkt er internet TV kun tilgængeligt i Letland.
Internet TV på mobile enheder har været tilgængeligt siden marts 2012. Det er den første tv-tjeneste i Letland, som gør det muligt at se tv-udsendelser ikke kun på et tidspunkt og sted, der er praktisk for kunden, men også på forskellige enheder – PC, tavlecomputere og smartphone.

## Privatisering
Lattelecom er et tidligere statsejet telekommunikations selskab. I 1994 blev 49 % af selskabets aktier solgt til to udenlandske investorer - Cable and Wireless og Telecom Finland, der nu er en del af TeliaSonera. Senere solgte Cable and Wireless sin ejerandel til TeliaSonera, der nu ejer 49 % af selskabet. De resterende 51 % af selskabet tilhører stadigvæk den lettiske regering.

## Monopol
Indtil for kort tid siden, den 1. januar 2003, havde Lattelecom monopol på fastnet telekommunikationer i Letland. Nu er det lettiske fastnet telekommunikationsmarked åbent for konkurrence, men Lattelecom dækker stadigvæk en markant del af markedet. Selskabet er også en af de førende internettjenesteudbydere i Letland, samt en af ejerene af Latvijas Mobilais Telefons, Letlands største mobiltelefon- operatør.

## Lattelecom brandnavn
Den 18. maj 2006 gennemførte Lattelecom den såkaldte rebranding, og erstattede det eksisterende korporative brandnavn med et nyt brandnavn. Indtil 2006 havde selskabet allerede gennemført en reorganisation ved køb af et nyt selskab (Lattelecom Technology), hvorved ændringen af brandnavnet markerede afslutning af den nævnte reorganisationsproces – det nye brandnavn forenede alle gruppens selskaber, der var direkte engageret i levering af kundeservice, kundernes business proces outsourcing, IT&T og andre væsentlige tjenester.
Ændring af selskabets brand betyder ikke kun ændring af selskabets navn og struktur, men giver også en ny visuel og grafisk identitet til selskabet. Den tidligere logotype blev oprettet efter Letlands tredje nationale vækkelse og symboliserede de grønne skove og landets rød-hvid-røde flag og indeholdt telefonens nummerskive. I 2006 hørte Lattelecom op med kun at være et telekommunikationsselskab, og det forrige brandnavn og logotype personificerede ikke længere selskabets dagligdag og afspejlede heller ikke dets fremtidige udvikling. Det nye Lattelecom logo indeholder selskabets navn, hvor der er integreret TT image i form af rødfarvede mursten.

## Fortjeneste og resultater
Omsætningen i Lattelecom i år 2011 beløb sig til LVL 135,8 millioner, hvilket er en årlig tilbagegang på LVL 3,8 millioner. TV og internettjenester udgjorde den største stigning i omsætningen, idet antallet af abonnenter voksede hurtigt. Datatjenesternes omsætning er også steget, mens indtægterne fra fastnettelefoni fortsætter med at falde. Den normaliserede EBITDA udbytteindikator for Lattelecom i år 2011 var LVL 47,5 mio. (LVL 45,6 millioner i år 2010), ved EBITDA udbytte standard på 35 %.[35] I år 2011 beløb Lattelecom´s overskud sig til LVL 20.8 millioner, hvilket er en stigning på 8 % i sammenligning med året 2010 (LVL 19,3 millioner).

## Antal medarbejdere
I slutningen af 2011 var der 2.174 ansatte i Lattelecom gruppen.
I forskellige undersøgelser i året 2011 blev Lattelecom anerkendt som et af de bedste selskaber på kundetjenesternes område, mens en undersøgelse foretaget af rekruteringsvirksomheden WorkingDay Latvia, placerede Lattelecom som den tredje mest attraktive arbejdsgiver på listen.

## Socialt ansvar
Lattelecom implementerer socialstøtte-omfattende projekter og velgørenhedsprojekter. De vigtigste støtteområder omfatter kultur, uddannelse og sport. De væsentligste projekter, der bliver understøttet på nuværende tidspunkt, er Iespējamā misija (Den mulige mission) og Pieslēdzies, Latvija! (Kobl på, Letland!).

### Kobl på, Letland!
Kobl på, Letland! Det er et unikt projekt i Letland, som giver folk over 50 år mulighed for at tilegne sig grundlæggende pc-færdigheder og dermed reducerer antallet af personer, der ikke er i stand til at arbejde med en computer eller internettet. I år 2011 blev der organiseret 150 grupper over hele Letland, hvor mere end 1.500 mennesker kunne erhverve de grundlæggende teoretiske og praktiske pc-færdigheder. I år 2012 blev der involveret computer specialiserede lærere i projektet for at oplære seniorkunder, og dette bragte antallet af deltagere op til 6.000.
Senioruddannelsen er organiseret i små grupper, ca. 14 deltagere i hver gruppe. Hver gruppe bliver undervist i tre dage og til undervisningen bliver der brugt fire akademiske timer (45 minutter) hver dag.